# Натан (футболіст)
Натан Аллан де Соуза (порт. Nathan Allan de Souza, нар. 13 березня 1996, Блуменау) — бразильський футболіст, що грає на позиції півзахисника.

## Клубна кар'єра
Народився 13 березня 1996 року в місті Блуменау. Вихованець футбольної школи клубу «Атлетіку Паранаенсе». У 2014 році він був переведений в першу команду. Його дебют за «Атлетіко Паранаенсе» відбувся 30 січня 2014 року у матчі Кубка Лібертадорес проти клубу «Спортінг Крістал». 22 травня він дебютував і у Серії А в матчі з «Корінтіансом», взявши участь загалом у 11 матчах турніру.
1 липня 2015 року Натан перейшов у англійське «Челсі», але вже за 9 днів півзахисника лондонці віддали в оренду в нідерландський «Вітесс». 6 серпня дебютував за команду з Арнема, вийшовши на заміну в матчі-відповіді 3-го кваліфікаційного раунду Ліги Європи УЄФА проти «Саутгемптона» (0:2). 9 серпня дебютував і в Ередивізі, замінивши Айзаю Брауна на 65 хвилині в матчі 1-го туру проти «Віллем II» (1:1). 14 серпня, забив перший гол за «Вітесс» на 80-й хвилині у матчі проти «Роди» (3:0). За сезон 2015/16 Натан провів за «Вітесс» 19 матчів, проте всього 4 рази виходив на поле в стартовому складі. Тим не менш його оренда була продовжена і на сезон 2016/17. Цього разу Натан вже був основним гравцем команди і допоміг їй виграти Кубок Нідерландів, який став першим трофеєм за 125-річну історію клубу.
Своєю грою за останню команду привернув увагу представників тренерського штабу клубу «Вітесс», до складу якого приєднався 2015 року. Відіграв за команду з Арнема наступні два сезони своєї ігрової кар'єри. Більшість часу, проведеного у складі «Вітесса», був основним гравцем команди.
31 серпня 2017 року Натан був відданий в оренду у французький «Ам'єн». 17 вересня 2017 року він дебютував за клуб у грі Ліги 1 проти «Марселя» (0:2), замінивши Бонгані Зунгу на 81-й хвилині. До кінця року Натан ще двічі взяв участь у іграх Кубка ліги і в січні повернувся в «Челсі», який на другу частину сезону віддав гравця у португальський «Белененсеш».
24 липня 2018 року Натан був відданий в чергову оренду, цього разу на батьківщину у клуб «Атлетіко Мінейру». А 1 липня 2020 року він приєднався до клубу на постійній основі, підписавши чотирирічний контракт.

## Виступи за збірні
У складі юнацької збірної Бразилії (U-17) взяв участь у фінальному етапі юнацького чемпіонату світу 2013 року в ОАЕ, де йому вдалося забити п'ять голів у п'яти матчах. Бразилія вилетіла на стадії чвертьфіналу, програвши Мексиці в серії пенальті, а Натана визнали другим найкращим гравцем турніру, за що він отримав Срібний м'яч турніру.
2015 року залучався до складу молодіжної збірної Бразилії, з якою того року поїхав на молодіжний чемпіонат Південної Америки в Уругваї, де провів 8 ігор і забив гол проти Перу (5:0), посівши з командою 4 місце.

## Титули і досягнення
- Володар Кубка Нідерландів (1):

«Вітесс»: 2016–17
- Чемпіон Бразилії (1):

«Атлетіку Мінейру»: 2021
- Переможець Ліги Мінейро (2):

«Атлетіку Мінейру»: 2020, 2021
- Володар Кубка Бразилії (1):

«Атлетіку Мінейру»: 2021
- Переможець Ліги Каріока (1):

«Флуміненсе»: 2022